# Ga Guseong
Ga Guseong (Tiếng Hàn: 구성역, Hanja: 駒城驛) là ga tàu điện ngầm trên Đường sắt cao tốc khu vực đô thị tuyến A và Tuyến Suin–Bundang ở Mabuk-dong, Giheung-gu, Yongin-si, Gyeonggi-do. Nhà ga nằm bên bờ suối Tancheon và được kết nối với Yonggu-daero bằng cầu vượt.

## Lịch sử
- 28 tháng 12 năm 2011: Khai trương kinh doanh[1][2]
- 18 tháng 9 năm 2012: Với việc khai trương đoạn Wangsimni ~ Seolleung, điểm xuất phát của Wangsimni được đổi thành 36,5 km[3]
- 29 tháng 6 năm 2024: Trở thành ga trung chuyển với việc khai trương Đường sắt cao tốc khu vực đô thị tuyến A

## Bố trí ga

### Tuyến Suin–Bundang (B3F)
| ↑ Bojeong |
| \| １     |
| Singal ↓  |

| １ | ●Tuyến Suin–Bundang | → Hướng đi Suwon · Đại học Hanyang tại Ansan · Incheon → |
| ２ | ●Tuyến Suin–Bundang | ← Hướng đi Jukjeon · Seonjeongneung · Wangsimni          |

### Đường sắt cao tốc khu vực đô thị tuyến A (B4F)
| ↑ Seongnam |
| \| １      |
| Dongtan ↓  |

| １ | ● GTX-A | → Hướng đi Dongtan →        |
| ２ | ● GTX-A | ← Hướng đi Seongnam · Suseo |

## Xung quanh nhà ga
| Lối ra \| 나가는 곳 \| Exit \| 出口 | Lối ra \| 나가는 곳 \| Exit \| 出口 |
| ----------------------------------- | --- |
| 1                                   | Trường tiểu học Mabuk Yeonwon Samho Byeoksan APT                                                                                        |
| 2                                   | Văn phòng Các vấn đề Cựu chiến binh phía Đông tỉnh Gyeonggi Dịch vụ Phúc lợi và Bồi thường cho Người lao động Hàn Quốc Chi nhánh Yongin |
| 3                                   | Bãi đậu xe công cộng |
| 4                                   | Bãi đậu xe công cộng |

## Hình ảnh

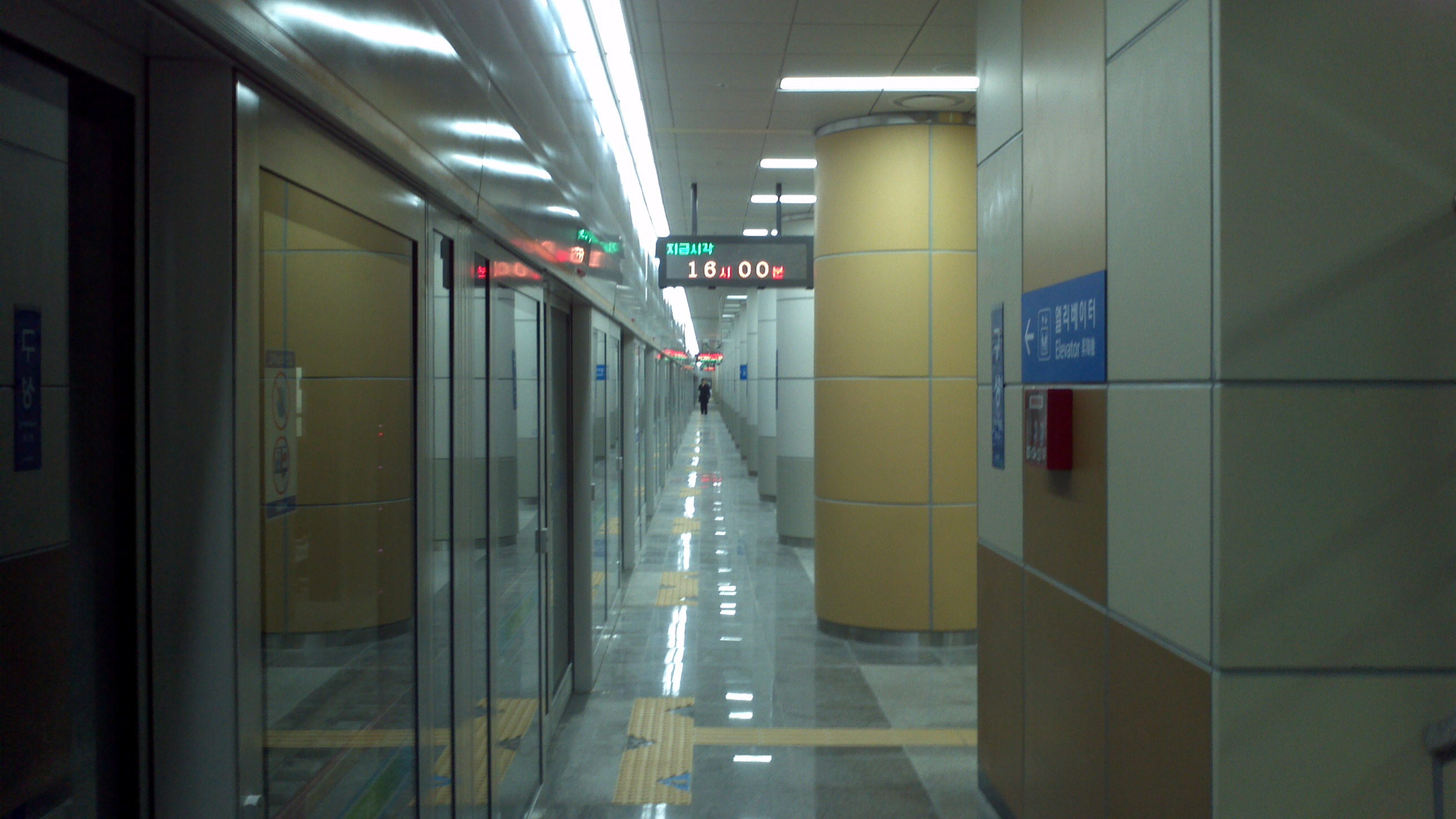
Sân ga số 2
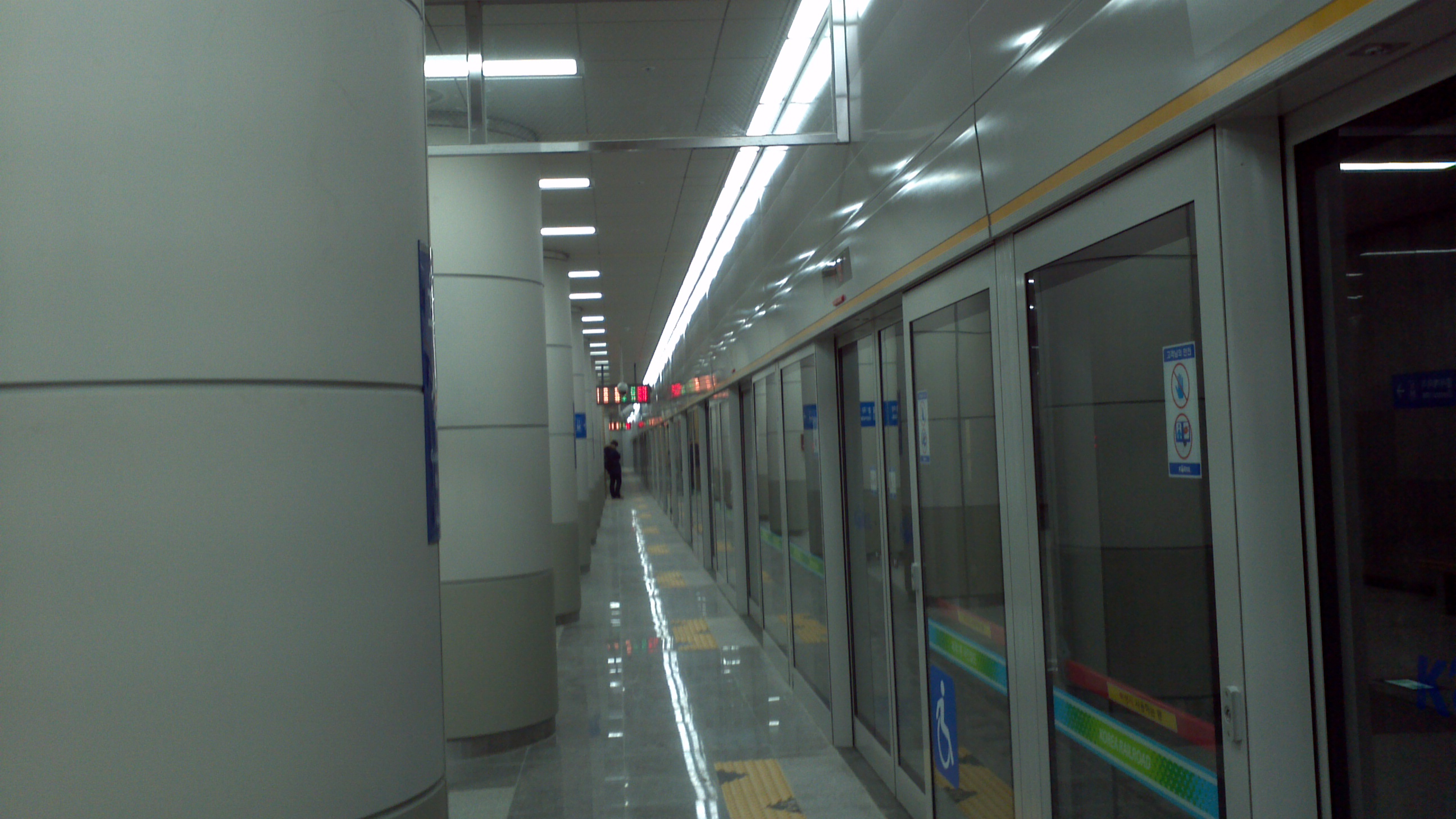
Sân ga số 1
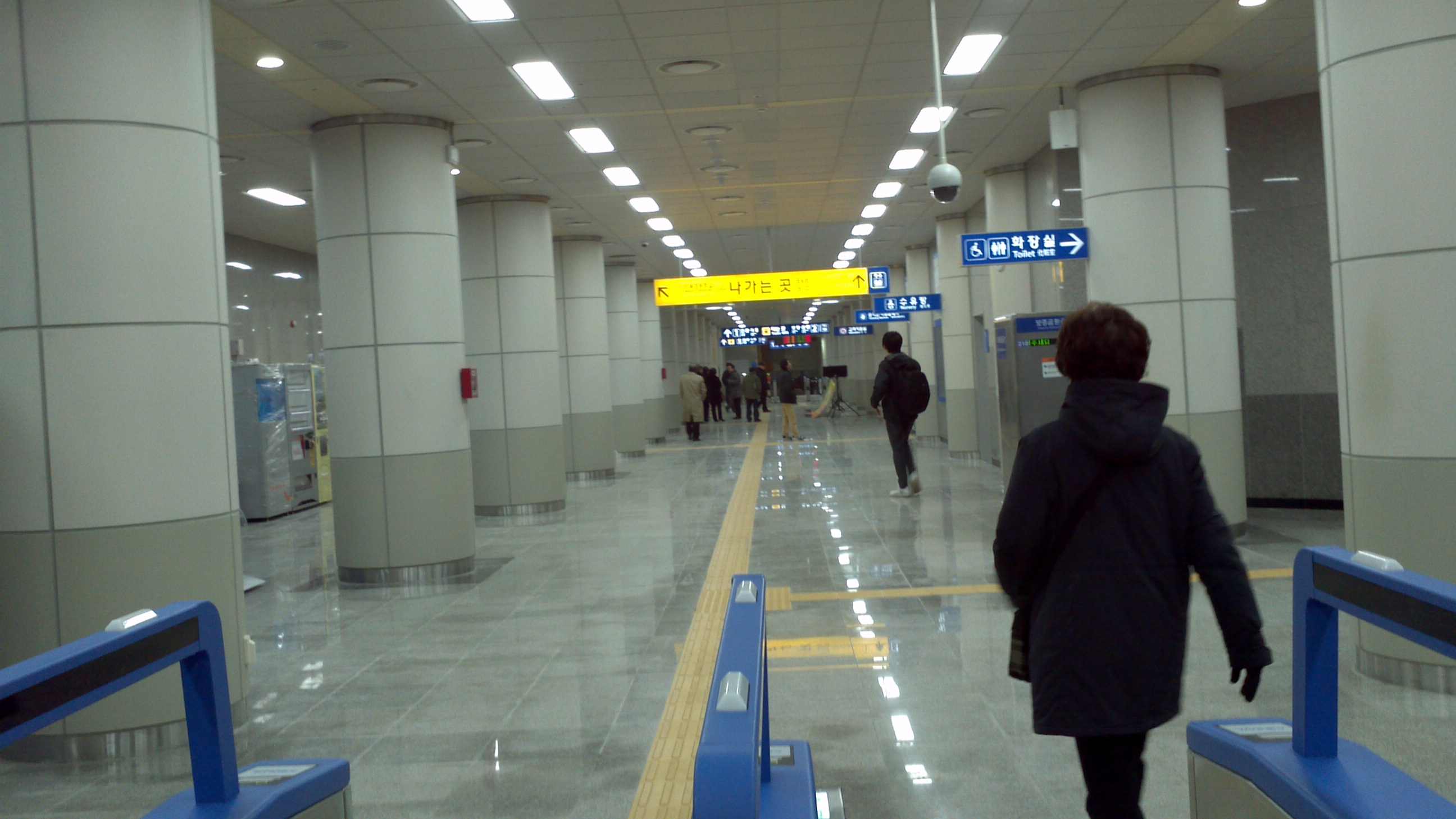
Sảnh
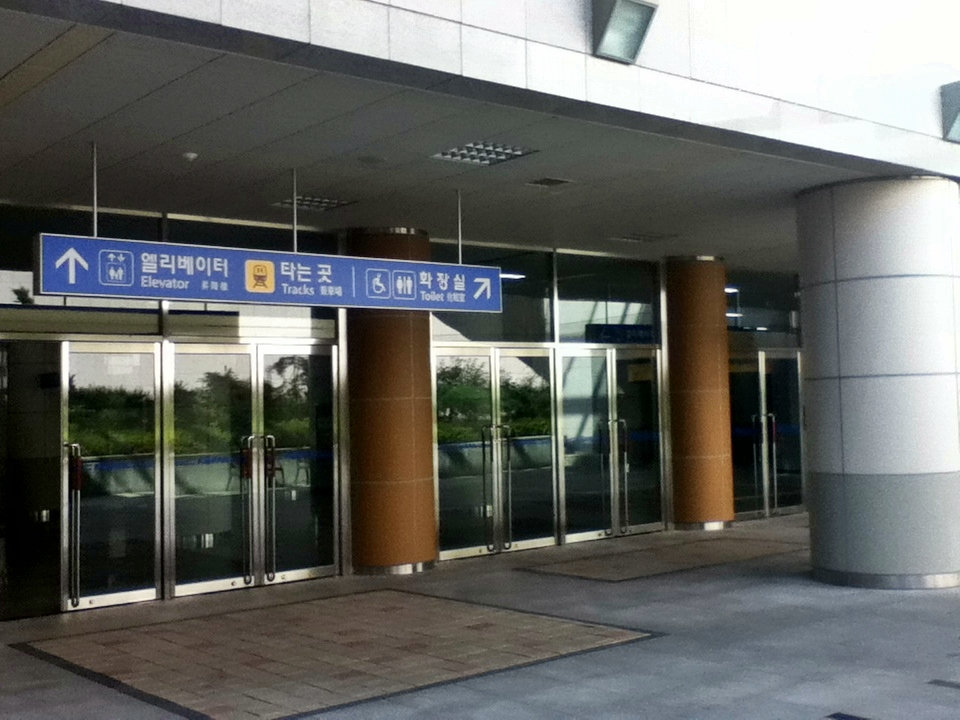
Lối vào phía đông của ga tàu điện ngầm
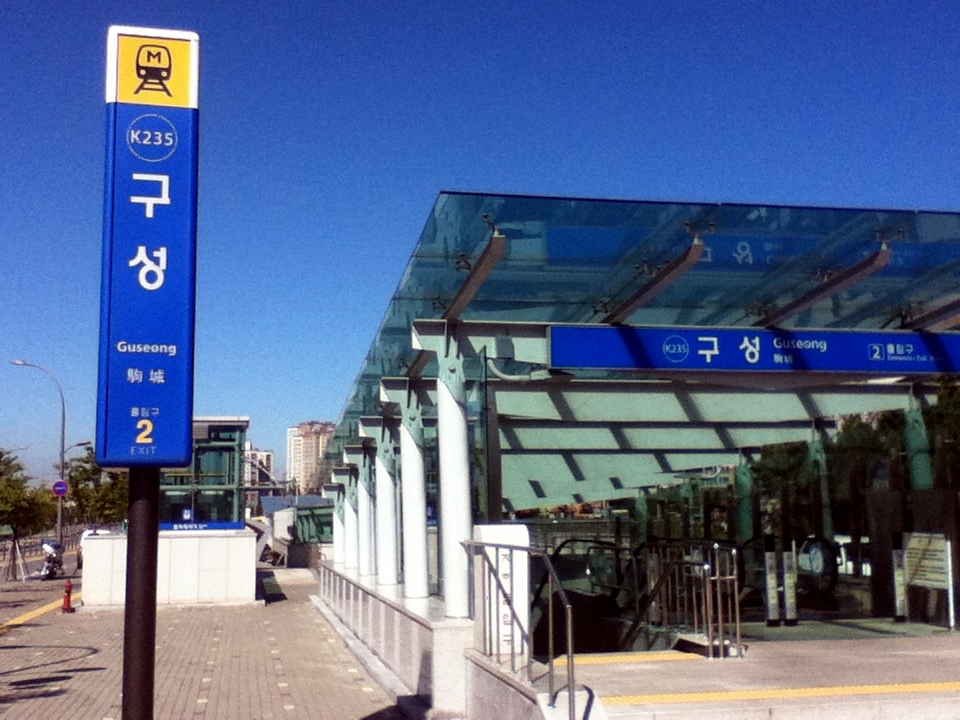
Lối ra 2
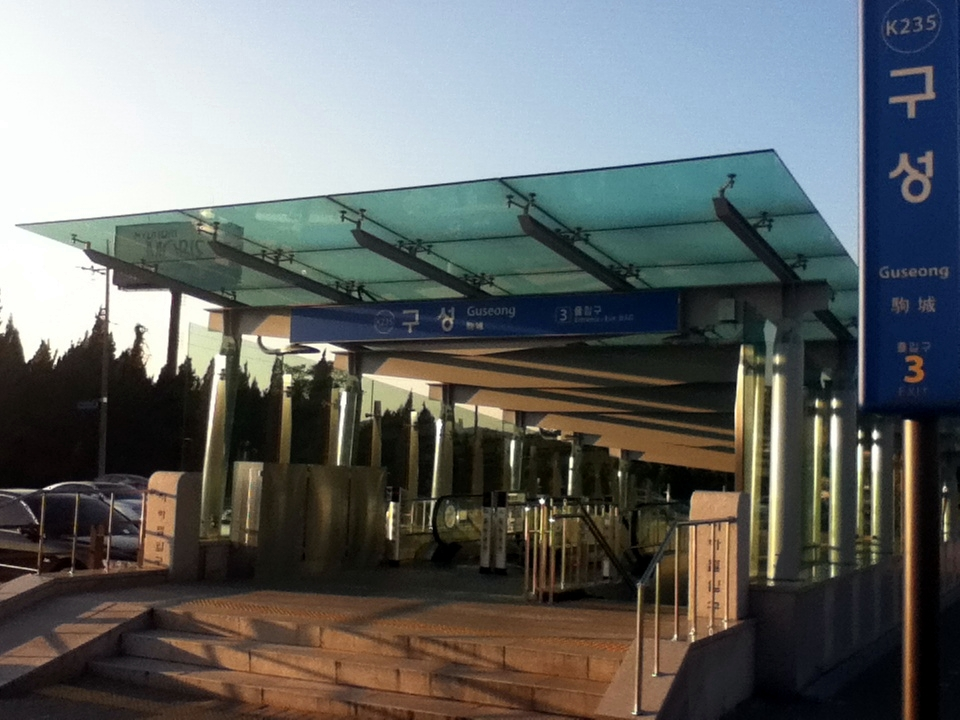
Lối ra 3
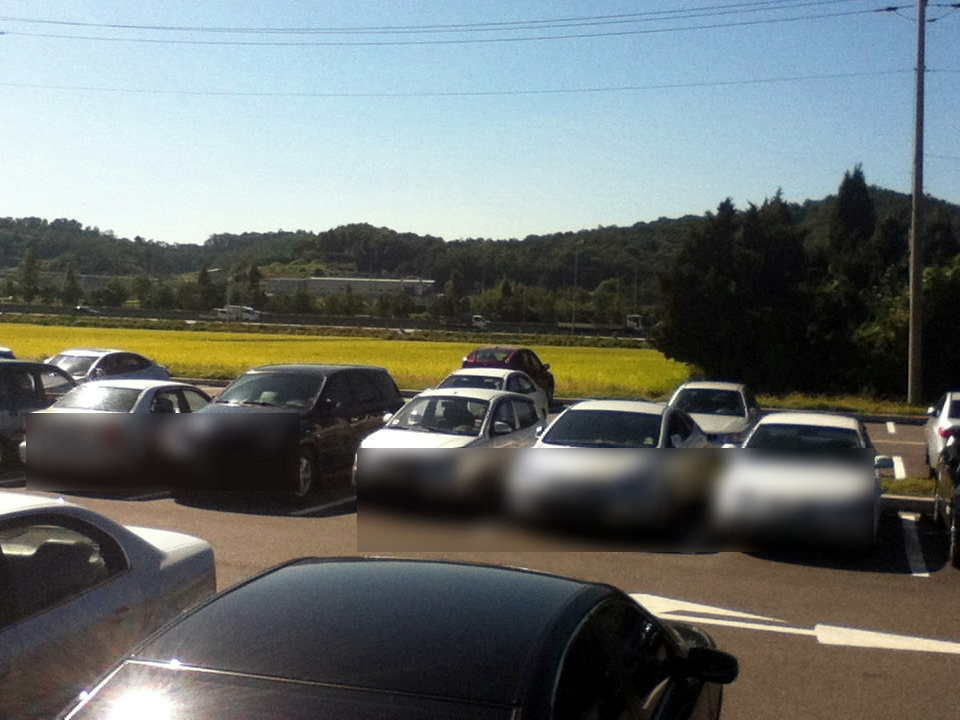
Có một bãi đậu xe trung chuyển ở phía tây bên ngoài nhà ga và Đường cao tốc Gyeongbu đi qua.
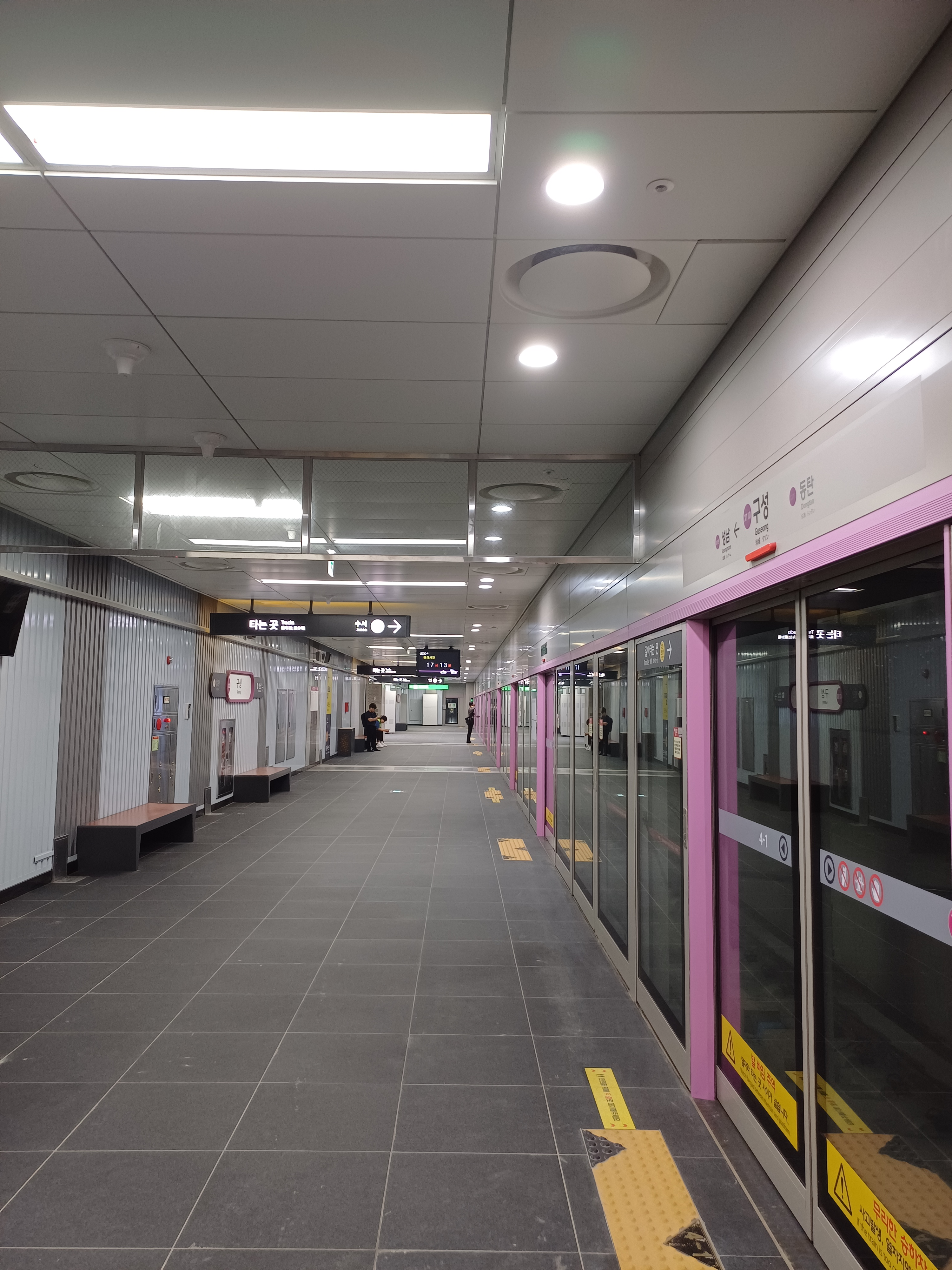
Sân ga GTX-A
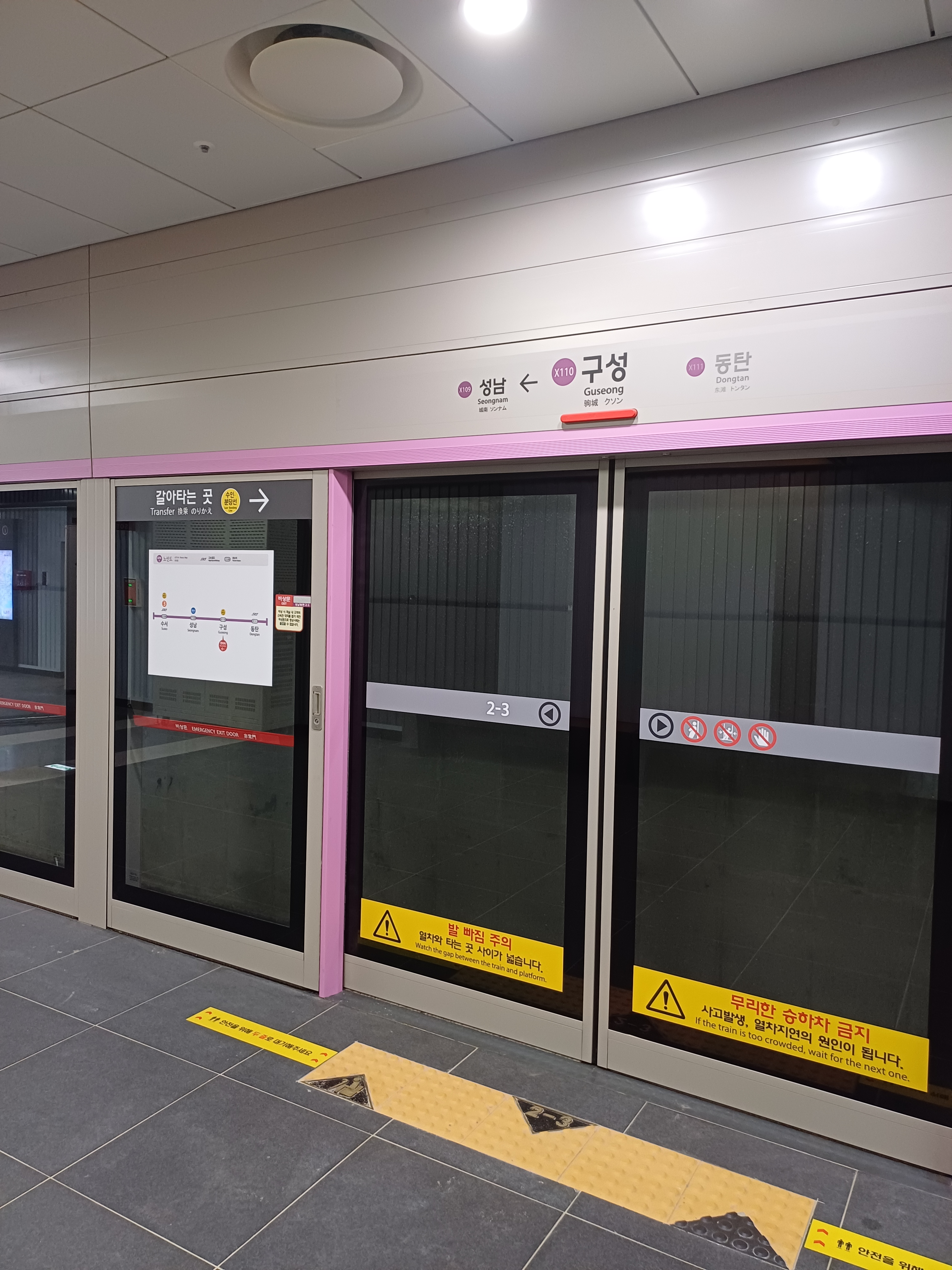
Cửa chắn sân ga GTX-A